# P.B. Bakker

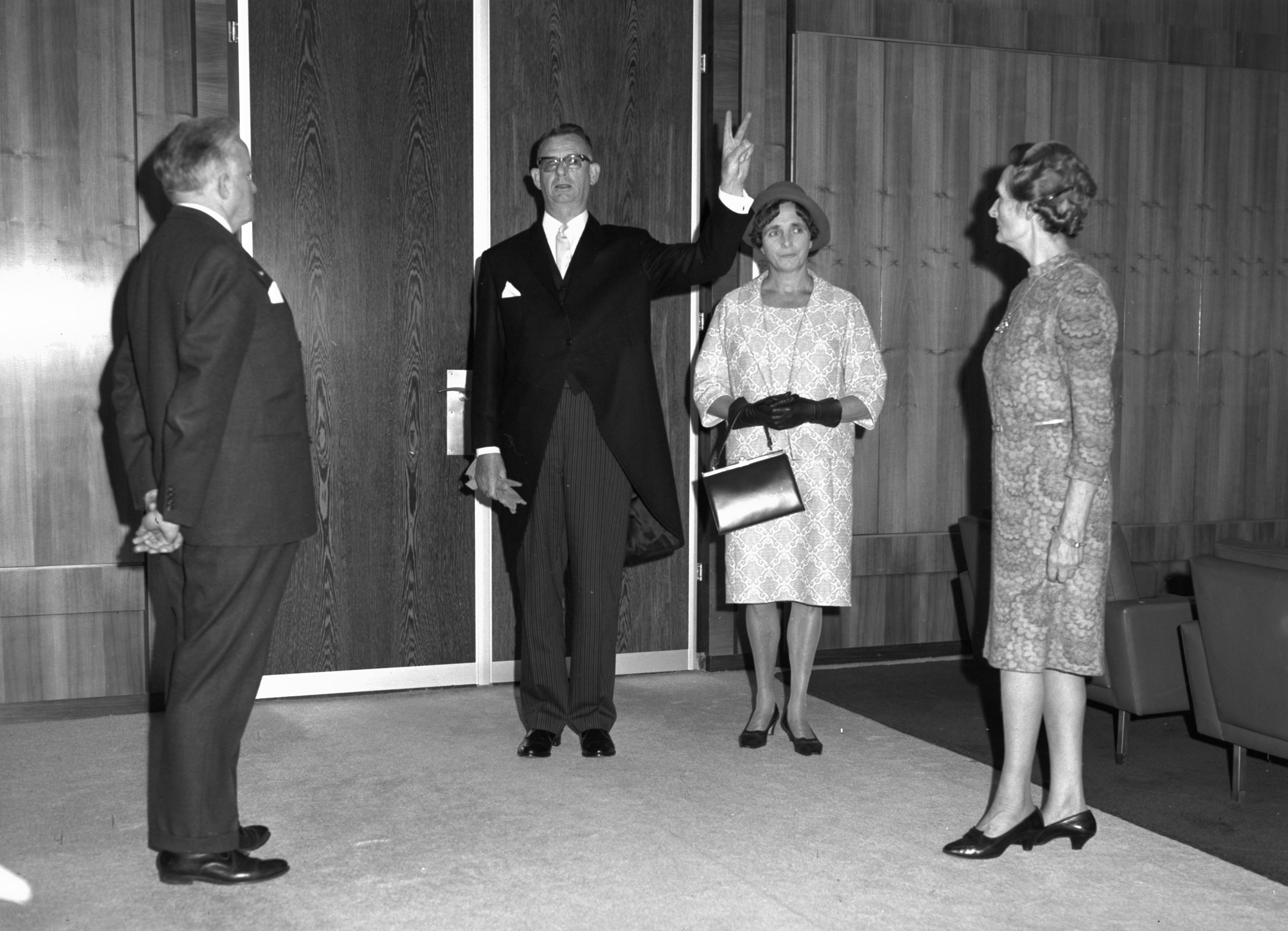
Beëdiging van Pieter Bastiaan Bakker tot burgemeester van de gemeente Ouderkerk

Pieter Bastiaan Bakker (Oud-Beijerland, 5 maart 1914 – 20 augustus 1996) was een Nederlands politicus van de ARP en later het CDA.
Hij gaf leiding aan een accountantskantoor en was daarnaast ook actief in de lokale politiek. In 1946 kwam hij in de gemeenteraad van Oud-Beijerland en vanaf 1965 was hij daar ook wethouder. In februari 1968 werd Bakker benoemd tot burgemeester van Ouderkerk aan den IJssel en eind 1972 volgde zijn benoeming tot burgemeester van Sprang-Capelle. In die periode studeerde hij bovendien theologie. In april 1979 ging hij als burgemeester van Sprang-Capelle met pensioen maar  een maand eerder was hij al benoemd tot waarnemend burgemeester van Berkenwoude. In 1985 ging Berkenwoude samen met de gemeente Ammerstol op in de gemeente Bergambacht. In 1980 kreeg Bakker, die Nederlands Hervormd was, de preekbevoegdheid en ook na 1985 bleef hij op tal van plaatsen door het land preken. In 1996 overleed Bakker op 82-jarige leeftijd.